# Erythropodium polyanthes
Erythropodium polyanthes är en korallart som beskrevs av Elisabeth Deichmann 1936. Erythropodium polyanthes ingår i släktet Erythropodium och familjen Anthothelidae. Inga underarter finns listade i Catalogue of Life.